# Витман, Фёдор Фёдорович
Фёдор Фёдорович Витман (род. 29 ноября 1907, Санкт-Петербург, Российская империя — 7 июля 1967, Ленинград, Российская ССР, СССР) — советский учёный-физик, специалист в области физического материаловедения, доктор физико-математических наук, профессор.

## Биография
Родился 29 ноября 1907 года в Санкт-Петербурге. Сын фабричного служащего.
После окончания 9 классов в 1925 году поступил на физико-механический факультет Ленинградского политехнического института им. М. И. Калинина, одновременно работал электромонтёром, чертёжником, а с 1928 года — лаборантом в Физико-техническом институте. С 1930 года — научный сотрудник, а с 1932 года и до своей смерти — заведующий лабораторией ФТИ.
В 1933 году опубликовал монографию «Остаточные напряжения» — первую в СССР по этой теме. Вместе с Н. Н. Давиденковым выполнил работы по исследованию хладноломкости металлов. Открыл и изучил зависимость критической температуры хрупкости от скорости нагружения.
В 1941—1942 годах служил в РККА, участник Великой Отечественной войны. Демобилизован по настоянию профессора А. Ф. Иоффе. В 1942—1944 годах эвакуировался в Казань. Возглавлял исследования по проблемам бронезащиты и поведения материалов при высоких и сверхвысоких скоростях деформирования. С 1943 года являлся заведующим броневой лаборатории ФТИ (сменил в этой должности И. В. Курчатова).
В последние годы занимался вопросами создания новых высокопрочных неметаллических материалов.
Фёдор Фёдорович скончался 7 июля 1967 года в Ленинграде.
Награждён орденом Отечественной войны I степени (10.06.1945).